# Marco Friedrich
Pour les articles homonymes, voir Friedrich.
Marco Friedrich, né le 16 février 1998 à Köflach, est un coureur cycliste autrichien.

## Biographie
En 2020, il participe aux championnats du monde d'Imola, où il est membre de la première échappée.
Il met un terme à sa carrière cycliste en mars 2023. 

## Palmarès et résultats

### Palmarès par année
- 2014
  - 2e du championnat d'Autriche du contre-la-montre cadets
- 2015
  - 3e du championnat d'Autriche du contre-la-montre juniors
- 2016
  - 2e du championnat d'Autriche du contre-la-montre juniors
- 2017
  - 3e du championnat d'Autriche du contre-la-montre espoirs
- 2018
  - 3e du championnat d'Autriche du contre-la-montre espoirs
- 2020
  - 3e du championnat d'Autriche du contre-la-montre espoirs

### Classements mondiaux
| Année                                 | 2017  | 2018  | 2019  | 2020  |
| ------------------------------------- | ----- | ----- | ----- | ----- |
| Classement mondial                    | 2772e | 3154e | 2375e | 1379e |
| UCI Europe Tour                       | 1838e | 2095e | 1518e | 1042e |
|                                       |       |       |       |       |
| Légende : nc = non classéSource : UCI |       |       |       |       |